# Bountiful (Colombie-Britannique)
Pour les articles homonymes, voir Bountiful.
Bountiful est une localité canadienne de la Colombie-Britannique. Elle est formée par deux groupes mormons fondamentalistes dont l'Église fondamentaliste de Jésus-Christ des saints des derniers jours. D'ailleurs, la localité est nommée d'après Bountiful (en) dans le Livre de Mormon.